# Óleo de girassol

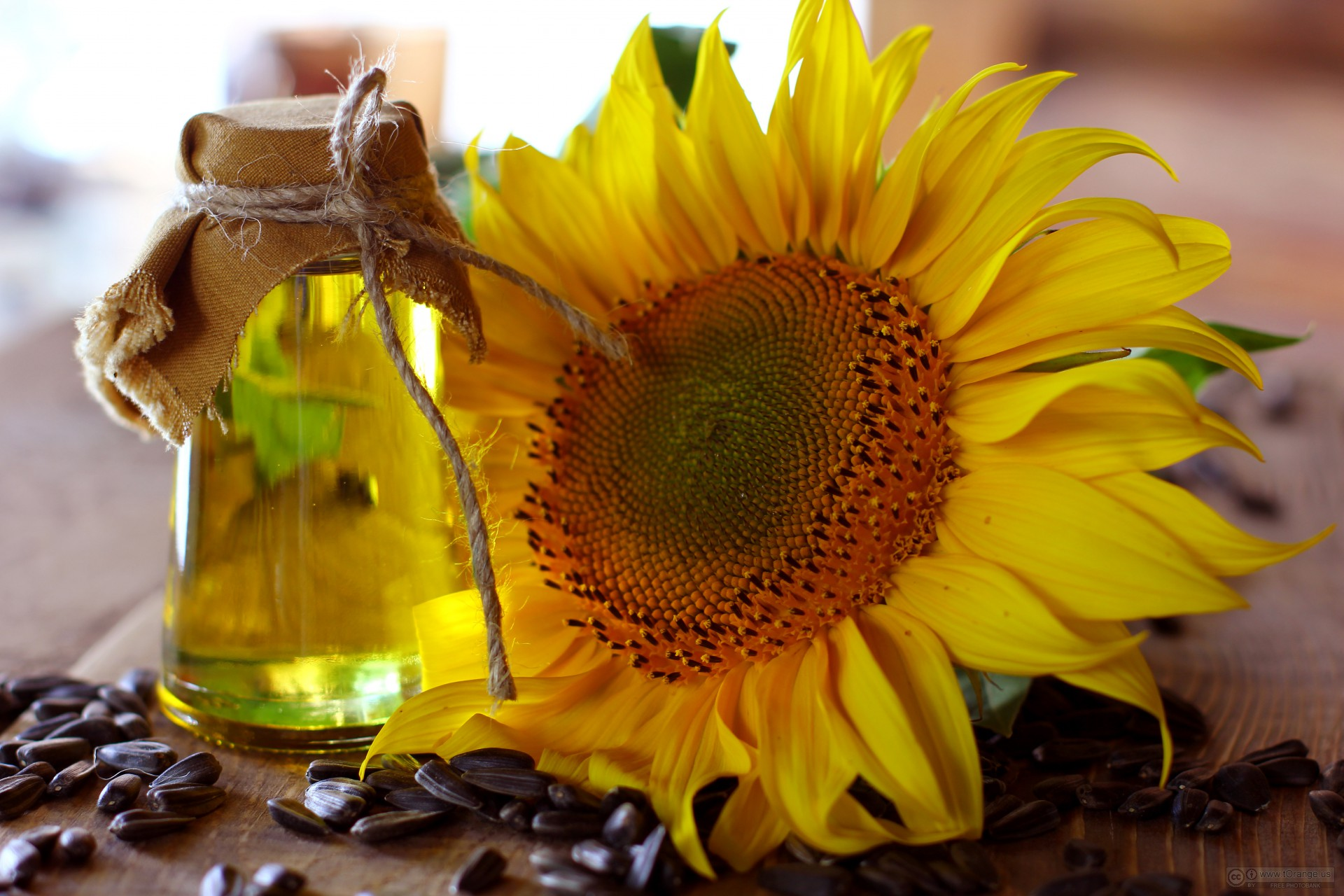
Óleo de girassol.

O óleo de girassol é extraído da semente da planta do mesmo nome e é utilizado como fonte de alimento e também serve como biocombustível.
O óleo de girassol é também muito utilizado para fritar alimentos.
Também é usado em cosméticos. Devido a sua grande concentraçãode vitamina E, é recomendado para usar na pele (uso tópico) para proteção e fortalecimento.

## Produção Mundial
| 1.  | Ucrânia       | 5.148.606 |
| 2.  | Rússia        | 4.642.815 |
| 3.  | Argentina     | 1.304.700 |
| 4.  | Turquia       | 990.000   |
| 5.  | Hungria       | 694.200   |
| 6.  | França        | 615.000   |
| 7.  | Espanha       | 525.300   |
| 8.  | Roménia       | 514.671   |
| 9.  | Bulgária      | 486.600   |
| 10. | África do Sul | 296.500   |

Fonte: Oil,Sunflower production by FAO.